# Succochlea
Succochlea is een geslacht van weekdieren uit de klasse van de Gastropoda (slakken).

## Soort
- Succochlea maretensis Criscione & Köhler, 2014